# 红光停车场 (有轨电车)
红光停车场，是成都有轨电车蓉2号线的停车场，位于成都市郫都区红光街道港东四路北段港泰大道口东南侧，于2019年随蓉2号线仁和支线启用。

## 场段概要
红光停车场位于蓉2号线仁和支线终点站仁和站西北侧，出入段线接入站后正线。场段占地3.3公顷，南北向长约225m，东西向长约160m。运用库设12股道24列位。
2019年5月31日，红光停车场变电所成功送电；7月8日，红光停车场完成接触网热滑试验；12月13日，红光停车场接受专家组检查，通过初期运营前安全评估；12月27日，随仁和支线投入运营。